# Dicranella rigida
Dicranella rigida är en bladmossart som beskrevs av Dixon in Sim 1926. Dicranella rigida ingår i släktet jordmossor, och familjen Dicranaceae. Inga underarter finns listade i Catalogue of Life.